# Nyiredy István
Nyiredy István (Magyaróvár, 1904. március 25. – Budapest, 1988. március 23.) állatorvos, bakteriológus, az Országos Állategészségügyi Intézet bakteriológiai osztályának vezetője. Nyiredy Jenő gyógyszerész fia.

## Élete, munkássága
A nemesi származású nagyajtai Nyiredy családban született. Apja nagyajtai Nyiredy Jenő (1865–1932) gyógyszerész, egyetemi oktató, királyi tanácsos, királyi gazdasági akadémiai igazgató, anyja Csanády Elza (1878–1962). Az apai nagyszülei nagyajtai Nyiredy János (1817–1886) jószágigazgató Nagyteremiben gróf Bethlen Miklós birtokán, földbirtokos és kisjeszeni Jeszenszky Rózália voltak. Az anyai nagyszülei Csanády Gusztáv (1837–1914) vegyésztudor, mezőgazdász, gazdasági szakíró, a keszthelyi magyar királyi gazdasági tanintézet rendes tanára, és Forster Mária (1857–†?) voltak. Apai nagybátyja, nagyajtai Nyiredy Géza (1861–1914) kémikus, bölcseleti doktor, főgimnáziumi tanár.
Középiskoláit Kassán, Miskolcon és Budapesten végezte, majd a magyar királyi Állatorvosi Főiskolán szerzett oklevelet 1927-ben. 1928–1929-ben a Berlini Állatorvosi Főiskola ösztöndíja volt, ahol élelmiszer-higiéniát tanult. 1929-ben summa cum laude minősítéssel állatorvos-doktori oklevelet szerzett, és letette az állatorvosi tiszti vizsgát.1935-ben kinevezték a magyaróvári Gazdasági Akadémia, majd a Mezőgazdasági Főiskolára akadémiai rendes tanárnak. 1940-ig ő irányította a magyaróvári Tejgazdasági Kísérleti Állomás munkáját is. 1940-ben habilitált, majd 1946-tól a Magyar Agrártudományi Egyetem állategészségtan tanszékének szervezője és vezetője volt Budapesten.
Pályájában rövid törés következett, amikor 1947-ben – bizonyítatlan személyes vádak alapján – két és fél év börtönbüntetésre ítélték. 1948-ban azonban elnöki kegyelemben részesült. Az ezt követő két évben magánállatorvosként tevékenykedett Tótszerdahelyen, majd Becsehelyen. 1950-ben visszatérhetett Budapestre, és visszakerült az Országos Állategészségügyi Intézetbe.
1953-ban elnyerte az állatorvostudomány kandidátusi fokozatát. Hosszú időn át töltötte be az MTA élelmiszer-higiéniai szakbizottságának elnöki tisztét. Több tudományos társaságnak és egyesületnek is a tagja volt. Fő szakterülete a mikrobiológia, ezen belül a bakteriológia és a mikológia volt. Kidolgozta a takarmányok mikrobiológiai minősítésének alapelveit, vizsgálati módszereit. Eredményeiről tudományos közlemények, szakcikkek, előadások sokaságában számolt be. Munkásságáért a Magyar Mikrobiológiai Társaság elsőként tüntette ki a Manninger Rezső-emlékéremmel. 1970-ben vonult nyugdíjba. 1977-ben az Állatorvostudományi Egyetem Tanácsa Marek József-emlékérmet adományozott neki.
Fia, Nyiredy (István) Maurus bencés szerzetes lett.